# Walgettosuchus woodwardi
Walgettosuchus woodwardi  es la única especie conocida del género dudoso extinto  Walgettosuchus (“Cocodrilo de "Walgett"”) de dinosaurio terópodo tetanuro, que vivió a mediados del período Cretácico, hace aproximadamente entre 99 a 96 millones de años, durante el Cenomaniense, en lo que es hoy Australia. Encontrado en la Formación Griman Creek, en el Lightning Ridge, Nueva Gales del Sur, Australia, es conocido solo por el centro de una vértebra caudal incompleta de 63 milímetros de largo, BMNH R3717, que fue descrita por Friedrich von Huene en 1932. El nombre genérico se deriva de la ciudad de Walgett y Soukhos, el nombre griego del dios cocodrilo egipcio Sobek. Durante la década de 1930, Von Huene tendió a formar nombres de dinosaurios con la terminación ~suchus en lugar de ~saurus debido a la relación más estrecha con los cocodrilos que con los lagartos, el nombre específico honra a Woodward. Por razones desconocidas, Huene creía que poseía prezigapófisis. También sugirió que si más material era conocido, se podría demostrar que era sinónimo con el otro Coelurosauria encontrado en Lightning Ridge, Rapator, un celurosauriano en el antiguo sentido de la palabra, es decir un dinosaurio carnívoro pequeño. En su revisión de 1990, Molnar notó que el espécimen tipo no se puede distinguir de la vértebra caudal de un ornitomimosauriano o un megaraptóridos, y fue entonces considerado como un teropodo tetanuro indeterminado y dudoso o, más probable, un taxón inválido.  Es posible que Walgettosuchus y Rapator representen el mismo dinosaurio, pero esta sinonimia es imposible de probar ya que no se conoce material fósil común entre los dos géneros, Rapator solo se conoce a partir de un hueso de la mano, mientras que Walgettosuchus se conoce a partir de una vértebra.